# リュート旅団
ウクライナ国家警察連合強襲旅団 リュート（ウクライナこっかけいさつれんごうきょうしゅうりょだんリュート、ウクライナ語: Об'єднана штурмова бригада Національної поліції України «Лють»）は、ウクライナ国家警察の旅団。特殊任務巡回警察隷下。旅団名のリュートとはウクライナ語で憤怒・怒りを意味する単語であり、弦楽器のリュートはウクライナ語ではЛютняと表記する。

## 概要

### ロシアのウクライナ侵攻

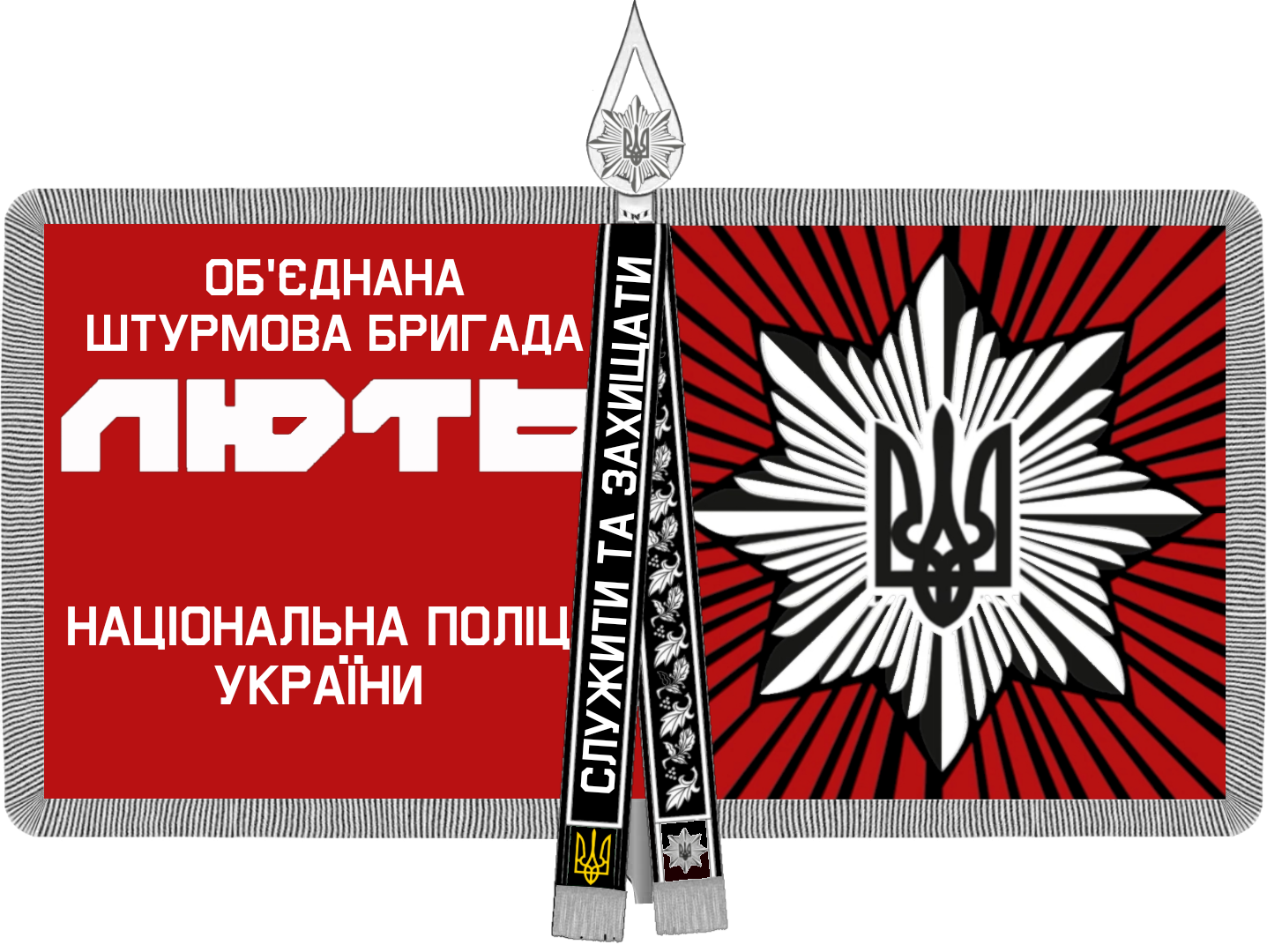
リュート旅団旗

2023年1月13日、ロシアのウクライナ侵攻の影響に伴い、特殊任務巡回警察のサファリ警察連隊、ツナミ警察大隊、ルハーンシク-1警察大隊を基幹にキーウで創設された。

#### 東部・バフムート戦線

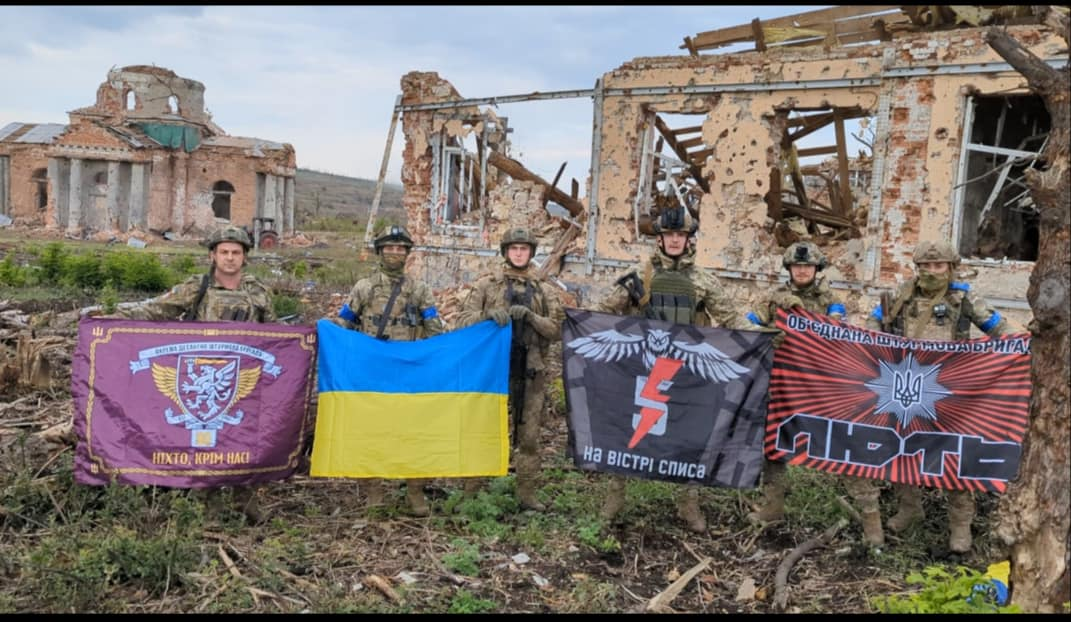
第5旅団、第80旅団と共にクリシチウカを解放して記念撮影する様子

2023年7月、激戦地の東部ドネツィク州バフムート地区に配備され、第5独立強襲旅団、第80独立空中強襲旅団と共に攻勢を開始し、バフムート南のクリシチウカを解放した。
2023年12月、特殊任務巡回警察のドニプロ-1警察連隊が配属された。
2024年2月、特殊任務巡回警察のシュトルム警察大隊が配属された。
2024年3月、南部オデッサ州オデッサへのロシア軍ミサイル攻撃でツナミ連隊のオレクサンドル・ホスティシチェフ連隊長が戦死した。
2024年5月、サファリ連隊がバフムート西のチャシウ・ヤール方面に展開した。8月にエネーイ大隊がバフムート南のトレツク方面に展開した。

#### 北東部・ハルキウ戦線
2024年5月、ツナミ連隊がロシアと国境を接する北東部ハルキウ州チュフイウ地区に再配置され、友軍の救援でヴォウチャンシク方面に展開した。

#### 東部・ポクロウシク戦線
2024年11月、ツナミ連隊が激戦地の東部ドネツィク州ポクロウシク地区に再配置され、友軍の救援でポクロウシク方面に展開した。

## 編制
- 旅団司令部（キーウ）
- サファリ強襲連隊（ウクライナ語版）
- ツナミ強襲連隊（ウクライナ語版）
- ルハーンシク強襲連隊（ウクライナ語版）
- ドニプロ-1警察連隊（ウクライナ語版）
- ミロトヴォレツ警察大隊（ウクライナ語版）
- スキーフ警察大隊（ウクライナ語版）
- エネーイ警察大隊（ウクライナ語版）
- ザキド警察大隊
- タウル警察大隊（ウクライナ語版）
- シュトルム警察大隊（ウクライナ語版）

## 指揮官
- オレクサンドル・ネトレプコ（ウクライナ語版）警察大佐 - 創設時から2024年9月まで[10]
- マクシム・カズバン警察大佐 - 2024年9月から2025年7月まで[11][12]

## ギャラリー

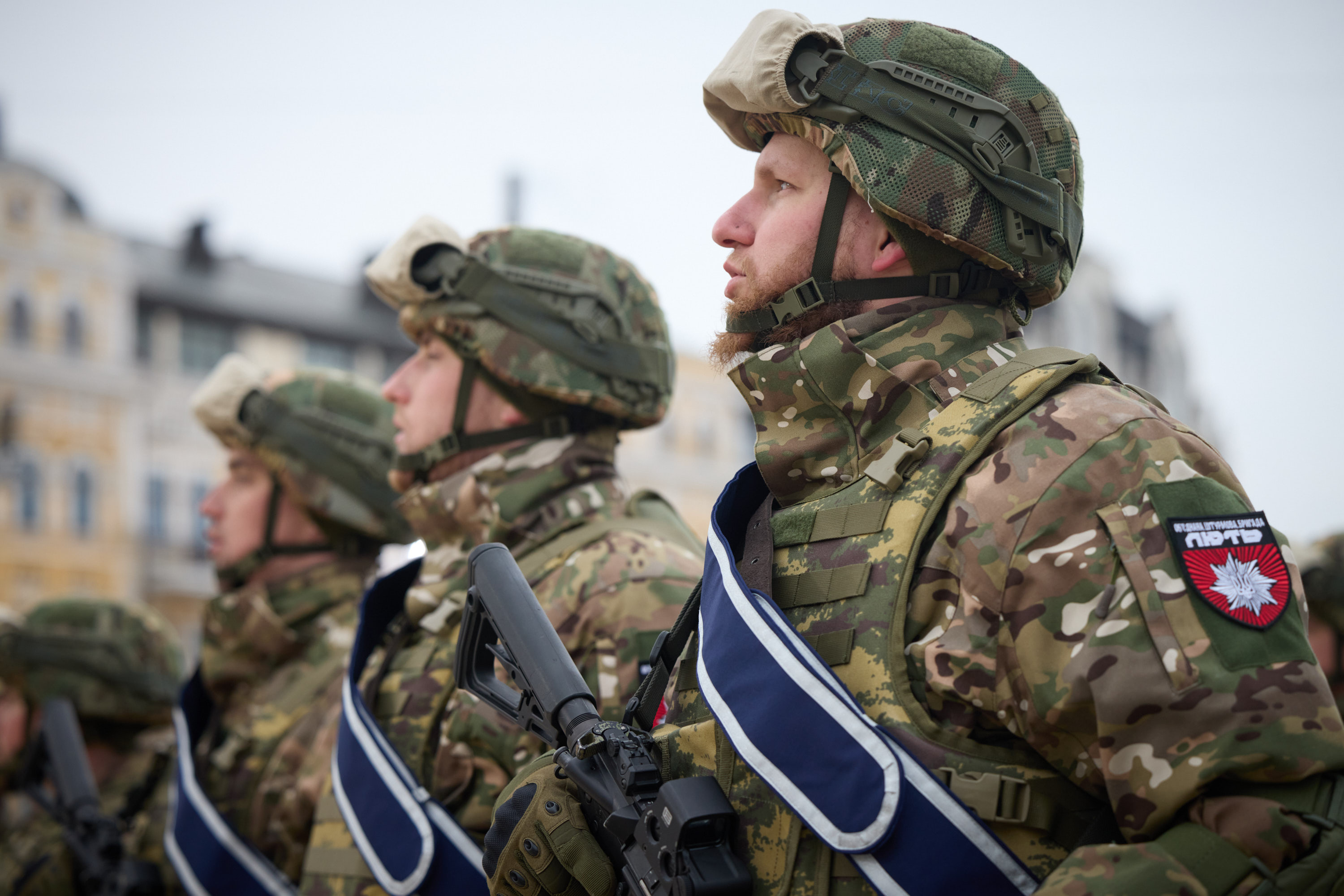
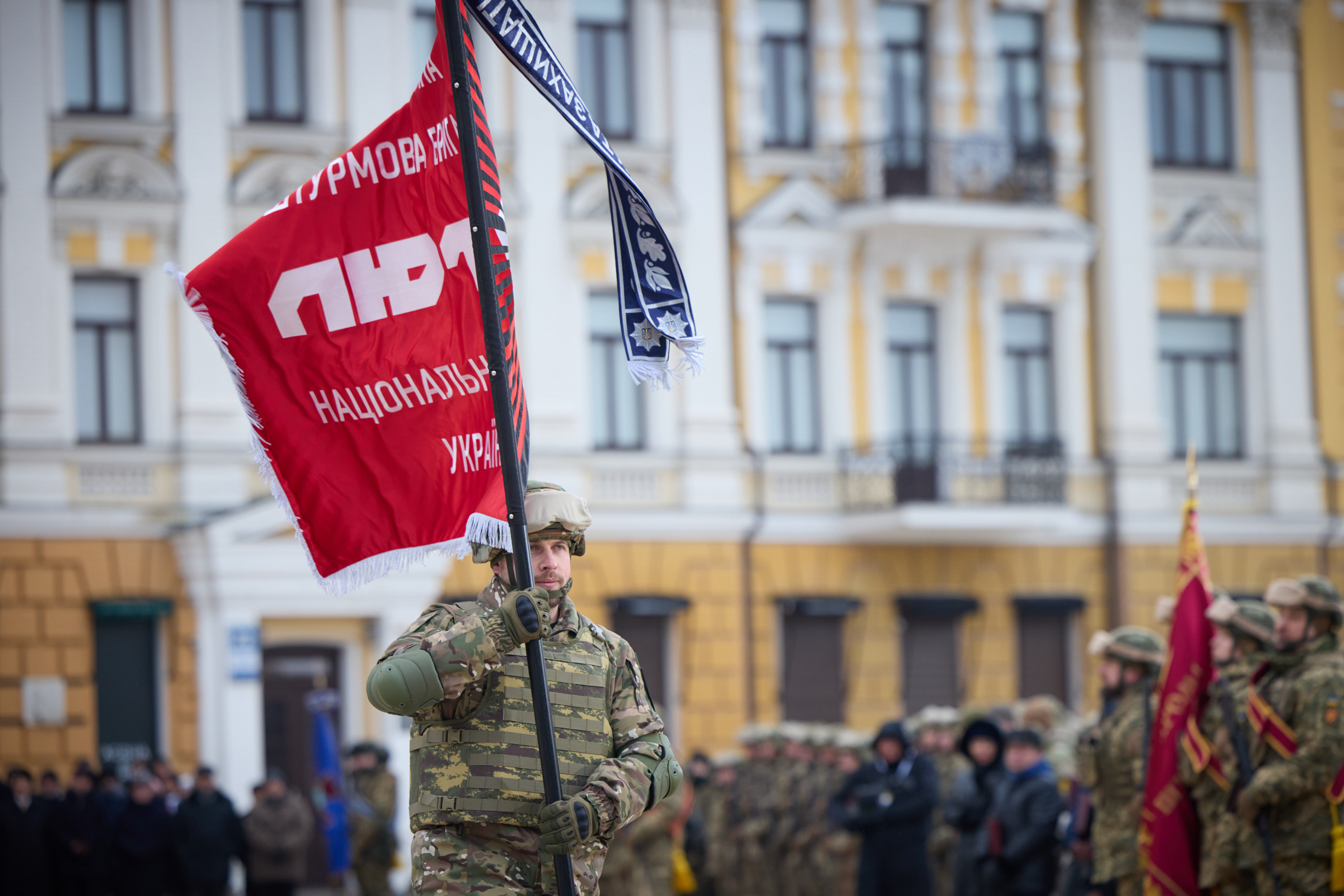
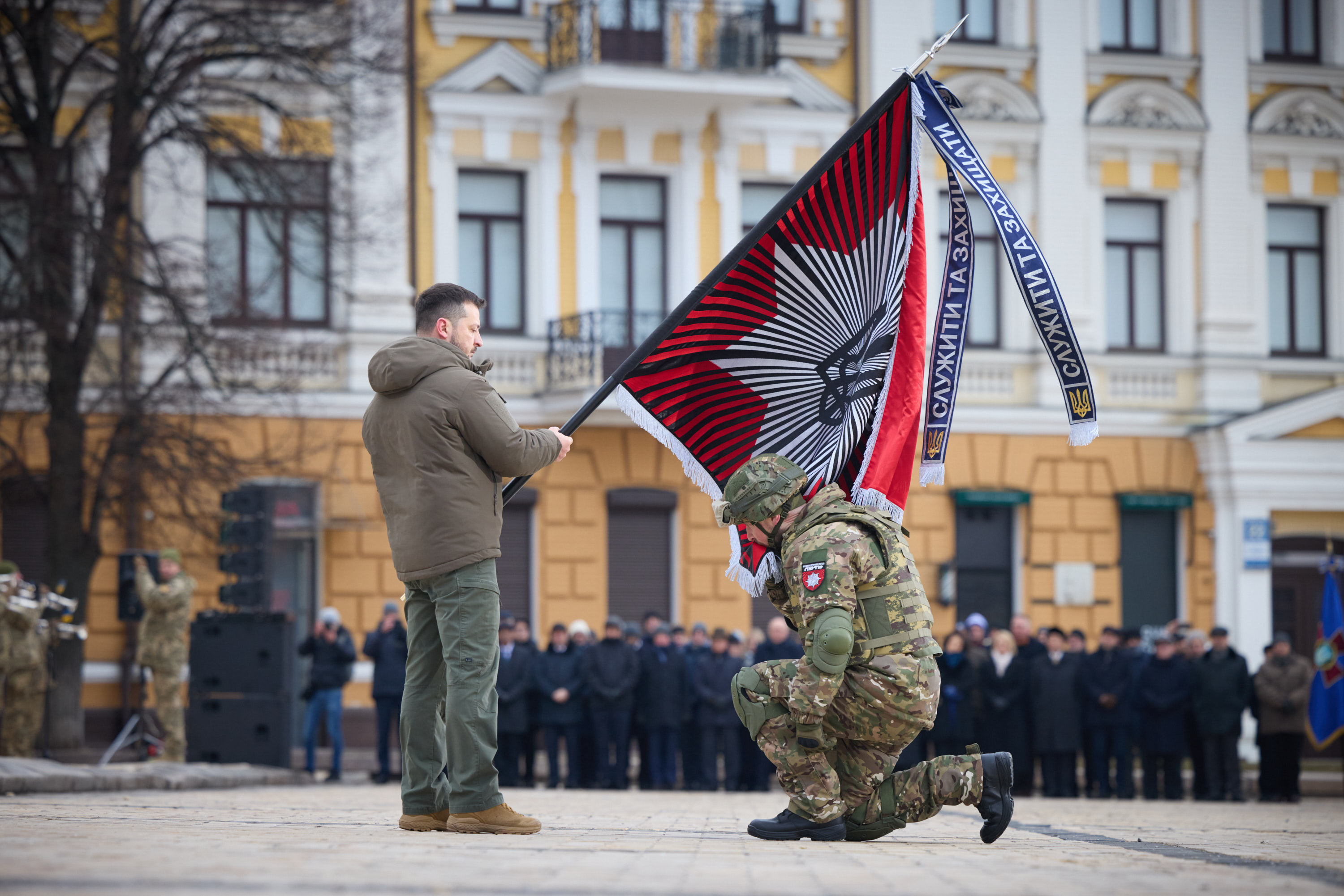